# ネファリアス
『ネファリアス』（ねふぁりあす、原題：NEFARIOUS）は2023年に製作されたアメリカのホラー・スリラー映画。原作は2016年に刊行されたスティーブン・ディースによる小説「A Nefarious Plot」。『神は死んだのか』のチャック・コンツェルマンとケイリー・ソロモンが共同監督・脚本・プロデュースを務めている。

カルト的な人気を誇る映画『処刑人』でマクマナス兄弟・コナーを演じたショーン・パトリック・フラナリーが人間・エドワードと悪魔・ネファリアスという二面性を持つ死刑囚を怪演。対峙する精神科医・ジェームズ役をジョーダン・ベルフィが演じた。
2025年5月30日に東京・シネマート新宿ほか全国公開。

## あらすじ
連続殺人犯・エドワードの処刑予定日当日、エドワードの精神鑑定に訪れた精神科医・ジェームズ・マーティン。
精神鑑定の中で、エドワードは「自分は悪魔である」と主張、さらにジェームズに「お前は今日、3件の殺人を犯す」と発言する。
23時の死刑執行の時間が迫る中、執行の可否を担う面会が始まる…。

## キャスト
- 死刑囚エドワード・ウェイン・ブレイディ：ショーン・パトリック・フラナリー
- 精神科医ジェームズ・マーティン：ジョーダン・ベルフィ（英語版）

## スタッフ
- 監督・脚本：チャック・コンツェルマン、ケイリー・ソロモン
- 原作：スティーブン・ディース（英語版）「A Nefarious Plot」
- 日本語字幕：宮崎香奈子
- 配給：ライツキューブ